# Petar Velimirović
Petar Velimirović (* 16. Januar 1848 in Sikole; † 23. Dezember 1911 in Belgrad) war ein serbischer Politiker.

## Politische Karriere
1902 löste er Mihailo Vujić als Ministerpräsident Serbiens ab. Petar Velimirović blieb nur einen Monat (20. Oktober 1902 – 20. November 1902) serbischer Ministerpräsident. 1908 wurde er als Nachfolger von Nikola Pašić erneut Ministerpräsident. Das Amt hielt er vom 20. Juli 1908 bis 22. Februar 1909 inne.